# 阁下
閣下，为第二人稱（即「你」）的礼称或提稱語，与「足下」意思相近，也作「閤下」、「君」。

## 意涵
初為對顯貴者的尊称，後乃泛用。古代常見於口語，變成對人客氣的称谓，近代至現代則多用于书籍信函中。目前人们在書信（尤其是公函、業務相關書信）中仍然使用阁下来称呼彼此。
阁下亦作为對身分特殊的人之尊銜，用以尊稱某些顯貴的人士，與陛下、殿下相類，但比較普及，使用泛範較廣泛，並且比尊稱君王的陛下、殿下次級一些。在較現代化的場合，一般都使用“阁下”一词，代替其他古代的勳銜。

## 使用場合
在日常或正式交談上，常見「閣下」二字。除了作第二人稱的敬稱，也作為指擁有某些身分的人之尊稱。甚至電影作品亦有不少使用過該二字。在国际场合上，阁下作为英文“Excellency”的中文对应頭銜，应用于国家元首、政府首脑、使節、法官等重要官员。

### 香港
香港司法機構於1997年主權移交後，在法庭上對法官的稱呼或尊銜，由「法官大人」轉為「法官閣下」。除此之外，在一般的正式文件中，以「閣下」作第二人稱亦十分常見。

### 新加坡
在新加坡，“阁下”一词可用来称呼总理和总统。

### 日本
今日日本人多稱總理大臣、國務大臣或高級官員為閣下，如「安倍晋三總理閣下」。

### 韩国
在现代的韩国，“阁下”（각하）一词曾用来称呼总统（大統領）。例“朴正熙大统领阁下”、“全斗焕大统领阁下”。从金大中时代开始，已经不再使用阁下的称谓。

### 中華民國
現今的中華民國，「閣下」一詞普遍用來稱呼總統、副總統或其他高階官員的敬稱。例如：「賴清德總統閣下」。若對一般人的敬稱，在公文書的書寫場合中，通常以「臺端（訛寫為「台端」）」稱之。

### 英國
現任政府內閣成員尊稱。